# Chiesa di Santa Maria Assunta (Mogliano Veneto)
Il duomo arcipretale di Santa Maria Assunta è il principale e più antico luogo di culto di Mogliano Veneto, in provincia di Treviso.
Già parte di un complesso benedettino, è oggi un'arcipretale compresa nella diocesi di Treviso e sede del vicariato di Mogliano.

## Storia

### Le origini
Secondo l'atto di fondazione dell'abbazia benedettina di Mogliano (997), sullo stesso luogo dove sorge l'attuale chiesa si trovava una "pieve con fonte battesimale". Da ciò si può desumere che il paese aveva assunto già una certa rilevanza in età paleocristiana, in quanto anticamente i fonti battesimali erano posti solo presso le chiese più importanti. Sino al trasferimento della cattedra a Torcello, Mogliano dipese dalla diocesi di Altino che comprendeva l'agro a sud del Sile; nel VII secolo fu invece assegnata alla diocesi di Treviso, a cui appartiene tutt'oggi.
Citando lo stesso documento, verso la fine del IX secolo il paese fu devastato durante un'incursione di Ungari, i quali, nel procinto di attaccare la ricca Venezia, avevano posto il loro accampamento presso l'attuale Campalto. In questa occasione la pieve fu distrutta e il territorio abbandonato a se stesso.

### Gli anni del monastero
Di fronte a questa deprecabile decadenza, il vescovo di Treviso Rozone decise di rifondare la chiesa e di affiancarla ad un monastero benedettino (del quale, attualmente, non resta che parte del chiostro trecentesco). Compiuta l'opera di bonifica e ripopolamento, i monaci furono sostituiti dalle monache (1075).
Le religiose, rappresentate dalla badessa, amministravano la pieve attraverso un parroco da loro eletto. Analogamente ad altre pievi (è il caso della vicina Noale), sin dal Trecento sono documentati in realtà due parroci, detti porzionari, che amministravano l'uno il territorio a sud della chiesa, l'altro quello a nord. Essi si avvicendavano nello svolgimento dei riti sacri nel senso che, a settimane alterne, l'uno fungeva da parroco effettivo e l'altro da semplice cappellano. Questa organizzazione continuò sino al 1812, allorché, morto il secondo porzionaro Antonio Granzotto, rimase solo in carica Antonio Ghirlanda.
La vita a Mogliano, posta ai confini tra Treviso, Padova e Venezia e punto di passaggio obbligato per le truppe, non fu facile durante il medioevo perché oggetto di saccheggi e devastazioni. Più volte lo stesso monastero patì gravi distruzioni, ed è palese che anche la chiesa, contigua, dovette subire gravi danni. Cosa non infrequente all'epoca, il campanile fu spesso utilizzato come torre di avvistamento.
Nonostante l'attività monastica fosse sempre riuscita in qualche modo a sopravvivere, nel 1413 le religiose decisero di trasferirsi nel complesso claustrale di San Teonisto, entro le più sicure mura di Treviso. Per l'occasione, si dovette decidere quali beni traslocare e quali lasciare alla parrocchia. Non mancarono a proposito dei conflitti, tant'è vero che dovette intervenire lo stesso papa Eugenio IV tramite l'abate di Nervesa.

### Dal 1413 al 1797
Questa occasione fu un incentivo allo sviluppo della parrocchia che, sebbene rimanesse sotto il controllo delle monache, col tempo si fece sempre più libera di amministrarsi autonomamente. Nella seconda metà del Cinquecento cominciò il primo grande restauro della chiesa per iniziativa del parroco Luigi Molin, poi nominato vescovo. Un secondo intervento si ebbe nel 1782, quando fu rialzato il tetto e rifatto l'Altare Maggiore.

### Da Napoleone ad oggi
Le conquiste Napoleoniche del 1797 apportarono gravi danni al patrimonio artistico della chiesa. Come infatti è noto, il governo francese confiscò numerose opere d'arte in tutta Italia, compresa l'"argenteria superflua" delle parrocchie. A Mogliano si trovava un grande patrimonio del genere, proveniente sia dall'antico monastero, sia dalle numerose donazioni dei parrocchiani (molti, per esempio, erano i ricchi patrizi che avevano qui eretto le loro ville). Da notare che gran parte dei beni, per negligenza, andarono perduti.
Nonostante ciò, la vita parrocchiale continuava fervida, così come gli interventi di restauro; particolarmente incisivi furono quelli voluti a metà Ottocento da don Donato De Polo e dal successore don Pasquale Molena.
Anche in tempi più recenti si ebbero nuove risistemazioni come quelle del 1938 e del 1970, quest'ultima avvenuta per adattare la chiesa alle nuove norme del Concilio Vaticano II.

## L'interno

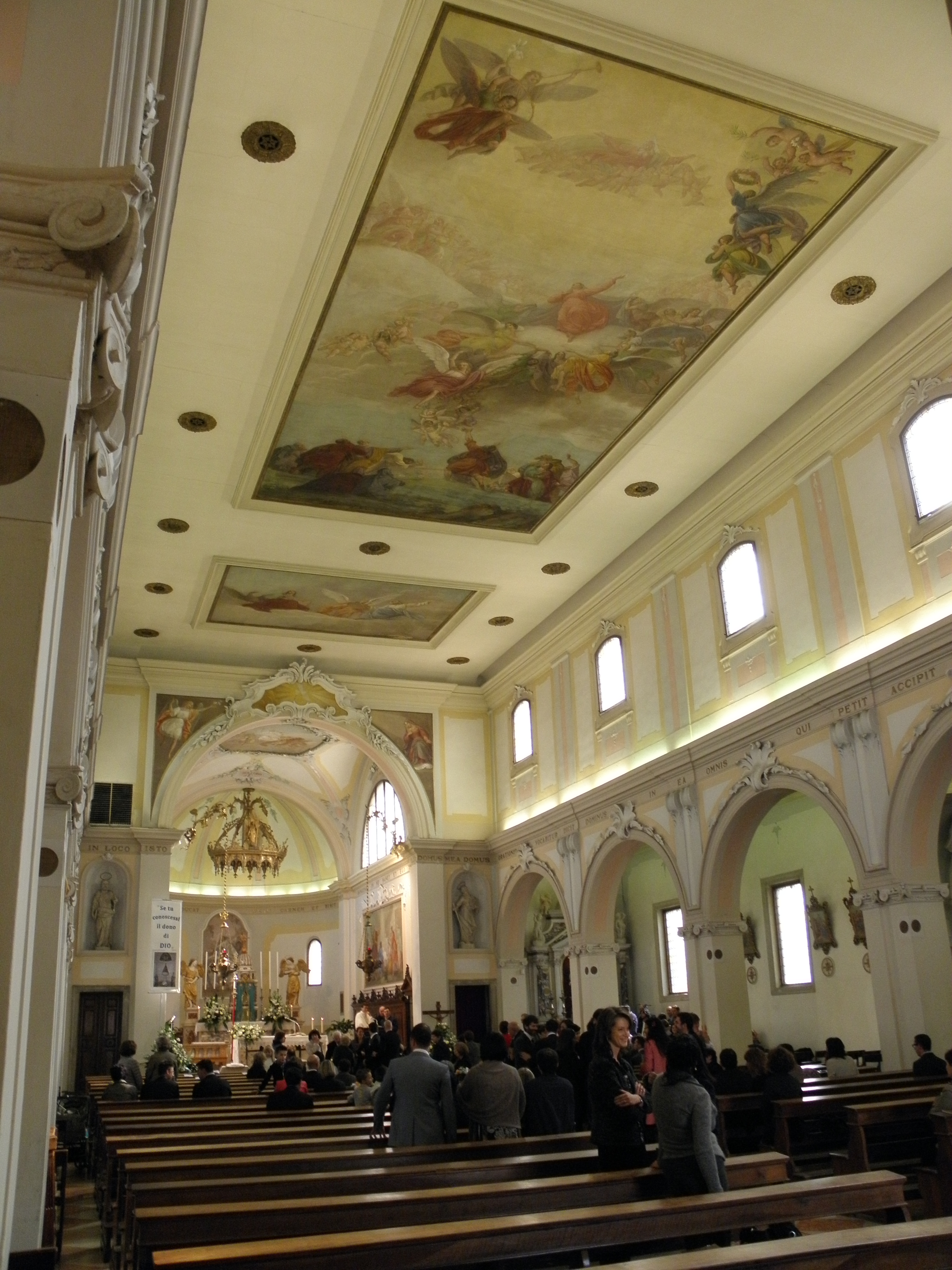
L'interno

La chiesa ha la tipica pianta a croce latina con l'altare rivolto ad oriente (cosa comune alle pievi più antiche). Il corpo è costituito da tre navate, di cui la centrale è la maggiore. Si noti che la navata di destra è leggermente più larga rispetto a quella di sinistra, accorgimento adottato in molte altre chiese per migliorarne l'acustica.

### Il soffitto
Il soffitto fu più volte rifatto e ristrutturato. Quello attuale riporta gli affreschi del 1838 di Sebastiano Santi (un'Assunzione e i quattro evangelisti). Per tutto il perimetro della navata, sopra le colonne, sono riportate in lettere dorate due orazioni.

### Gli Altari

#### Presbiterio e Altare Maggiore
L'entrata del presbiterio è sormontata da un arco trionfale, affiancato da affreschi di Sebastiano Santi rappresentanti l'Annunciazione, con l'Angelo a sinistra e la Madonna a destra. Nei pilastri dello stesso sono scavate due nicchie dove trovano posto due statue di san Pietro e san Paolo (XVI o XVII secolo).
In continuità con le scritte della navata centrale, anche nel cornicione del presbiterio trova posto una citazione biblica. Rispettivamente a destra e a sinistra trovano posto due affreschi: una Nascita di san Giovanni Battista e un'Adorazione dei Pastori, altre opere del Santi. Fa da contorno all'altare un coro ligneo ottocentesco. La volta è ornata da un affresco rappresentante la Fede, sempre del Santi.
Il vecchio altare maggiore risale al 1782 e fu consacrato dal vescovo di Treviso Paolo Francesco Giustiniani. Preceduto dalla balaustra del 1823 (qui arretrata dopo il Concilio Vaticano II), sopra la mensa sta una sorta di tempietto finemente decorato che comprende il tabernacolo. Dietro si trova un affresco settecentesco di autore ignoto rappresentante l'Assunta.
L'altare nuovo, realizzato secondo le norme del Concilio Vaticano, è opera dell'architetto Giorgio Weissmuller.

#### Altare dell'Addolorata
Il primo di sinistra, è il più recente, risalendo al 1820. Sostituì probabilmente uno spazio dedicato alla sepoltura di santa Matronilla, presunta martire romana le cui reliquie furono donate alla chiesa da Ignazio Testori. Vi è collocata una pala, raffigurante appunto la Madonna Addolorata, opera di Antonio Buratti.

#### Altare di santa Francesca Romana
È il secondo a sinistra ed è del 1689. Come il precedente, è ornato da una pala del Buratti che rappresenta santa Francesca Romana, circondata da sant'Antonio Abate, san Sebastiano e santa Lucia. I dipinti che ornano le pareti della cappellina, sono del trevigiano Giuseppe Moro (1938).

#### Altare di san Biagio
Subito a sinistra dell'altare maggiore, fu realizzato nel 1601. Secondo quanto affermato da mons. Busan, san Biagio sarebbe compatrono della parrocchia; questa notizia non è sicura, tuttavia è certo che questo santo ebbe un particolare culto in paese, come testimonia l'antica diffusione del nome Biagio e i capitelli che lo raffiguravano. L'autore della pregevole statua del martire è ignoto.

#### Altare di sant'Antonio da Padova
Il primo a destra, dopo il battistero, è pure del 1601. In stile barocco, la pala, che raffigura sant'Antonio da Padova, san Domenico di Guzman e il Bambin Gesù, è opera di Giovanni Carlo Bevilacqua. È stata a lungo connessa ad attività caritatevoli (il "pane di sant'Antonio").

#### Altare di san Giuseppe
Il secondo a destra, è del 1601. Le colonne nere che incorniciano la pala del patrono, opera di Giuseppe Boldini, ricordano che l'altare è dedicato anche al culto dei defunti.

#### Altare della Madonna del Rosario
A destra dell'altare maggiore, opposto all'altare di san Biagio, è tra i più antichi, risalendo alla consacrazione del 1598. La pala che un tempo lo ornava fu sostituita nel XVIII secolo dall'attuale statua della Vergine con Bambino.

### Le sacrestie
Alla chiesa sono affiancate due sagrestie, l'una a destra e l'altra a sinistra dell'altare maggiore.

#### Sacrestia sud
È una costruzione assai antica e sembra essere stata ricavata da una cappella del monastero intitolata a san Benedetto. A conferma di ciò, nel 1992 sono stati scoperti alcuni affreschi trecenteschi realizzati, secondo quanto riportano le fonti antiche, nel 1344 da Filippo da Firenze. Oltre all'antica mobilia, sono da ricordare due pale, già esposte nella chiesa: sono l'Addolorata del Buratti e una copia della nota Assunta del Tiziano.

#### Sacrestia nord
Fu edificata nel XV secolo secondo gli accordi presi fra le monache partenti e la parrocchia. Vi si trovano due casseforti che un tempo custodivano oggetti sacri.

### Il battistero
La presenza di un fonte battesimale è attestata sin dal 997 e questo doveva aver reso la pieve di Mogliano piuttosto importante nella zona, visto che anticamente erano poche le chiese che ne custodivano uno. L'attuale battistero, però, è del 1860. La volta della cappelletta riporta un dipinto di Giuseppe Moro (1938).

### L'arca dei pievani
In epoca antica, i parrocchiani più illustri venivano sepolti all'interno della chiesa. Questo privilegio spettava anche ai pievani che, tra il XVI e il XVIII secolo, venivano inumati all'interno di una grande tomba posta di fronte al presbiterio. Con la nuova pavimentazione del 1889 gran parte delle lapidi non sono più visibili, ma ad indicare l'arca è rimasta l'iscrizione SS, probabilmente acronimo di Sepulcrum Sacerdotum ("sepoltura dei sacerdoti").

### Il pulpito
L'ambone, reso inutile dagli altoparlanti, fu rimosso nel secondo dopoguerra. Si trovava sulla penultima colonna a sinistra ed aveva la tipica struttura formata da un ballatoio quadrato sovrastato da un tettuccio. Vi si accedeva tramite una scaletta che circondava la colonna.

### L'organo

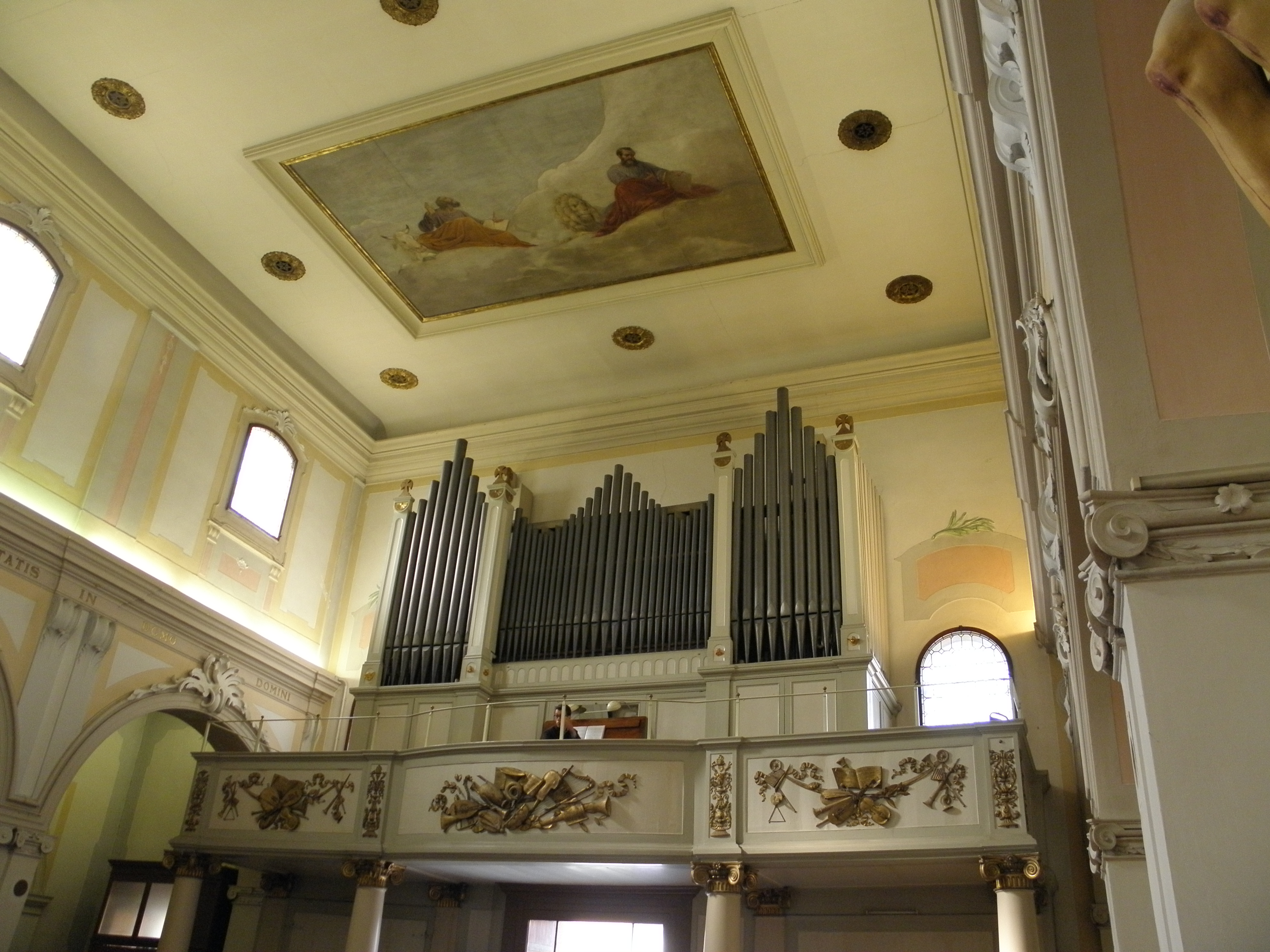
Organo Tamburini

Della presenza di un organo si hanno notizie sin dal Seicento. Fu poi sostituito da uno nuovo, acquistato nel 1842 dalla ditta Bazzani e dello stesso anno è la cantoria. Nel 1913 fu collocato l'attuale, della ditta Tamburini, a trasmissione pneumatica e doppio scompartimento, due manuali e trenta registri reali.

## L'esterno

### La facciata

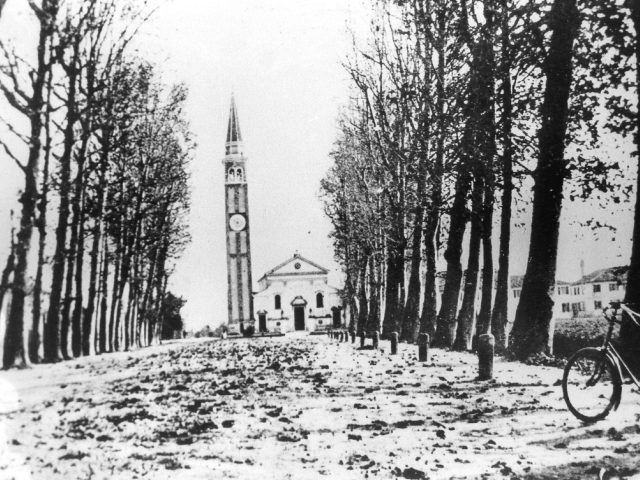
Il centro di Mogliano con la chiesa prima che la facciata fosse rifatta (1896).

La ricca - e forse eccessiva - facciata è recente: fu inaugurata nel 1906 su iniziativa di mons. Felice Busan, sostituendone una più semplice. Vi ha ritrovato posto anche una vecchia lapide che ricorda la consacrazione del 1598.

### Il campanile
Come il resto del complesso, anche il campanile ha subito vari interventi di restauro, giustificati dal fatto che è una delle parti più antiche. I restauri del 1984 hanno rilevato che il tetto a guglia fu aggiunto in epoca successiva, prima comunque del XVI secolo - come testimoniano alcune raffigurazioni dell'epoca.
All'interno si trovano tre campane a slancio friulano in Do3 calante + campanello in Do#4: risalgono tutte alla seconda metà dell'Ottocento, eccezion fatta per la campana maggiore, rifusa nel 1971. L'altezza è di circa 40 metri e mezzo.

### Il sagrato
Prima degli editti napoleonici che vietarono le sepolture nei centri abitati, il sagrato servì per secoli da cimitero. Le mappe antiche lo rappresentano circondato da un muretto a cui erano addossate alcune costruzioni dove venivano riposti gli attrezzi per la manutenzione del camposanto. Quando venne trasferito presso l'attuale via Mameli (più tardi anche questo verrà chiuso e sostituito dall'attuale in via Zermanesa), lo spiazzo fu riorganizzato gradualmente; nel 1872, in particolare, il comune ne espropriò la porzione settentrionale per rettificare quella che è oggi via Zermanesa e il sagrato assunse un aspetto più regolare, delimitato da muretti e ringhiere. Di recente ne è stata rifatta la pavimentazione, sostituendo il precedente ghiaino.
Presso il lato nord, all'esterno, vecchie iscrizioni ricordano alcune sepolture riservate a personaggi illustri. Spicca, in particolare, la lapide di Antonio Pilon e Luigi Vanin, patrioti fucilati dagli Austriaci nel 1849 ma qui sepolti degnamente solo nel 1867.